# Festus Mogae

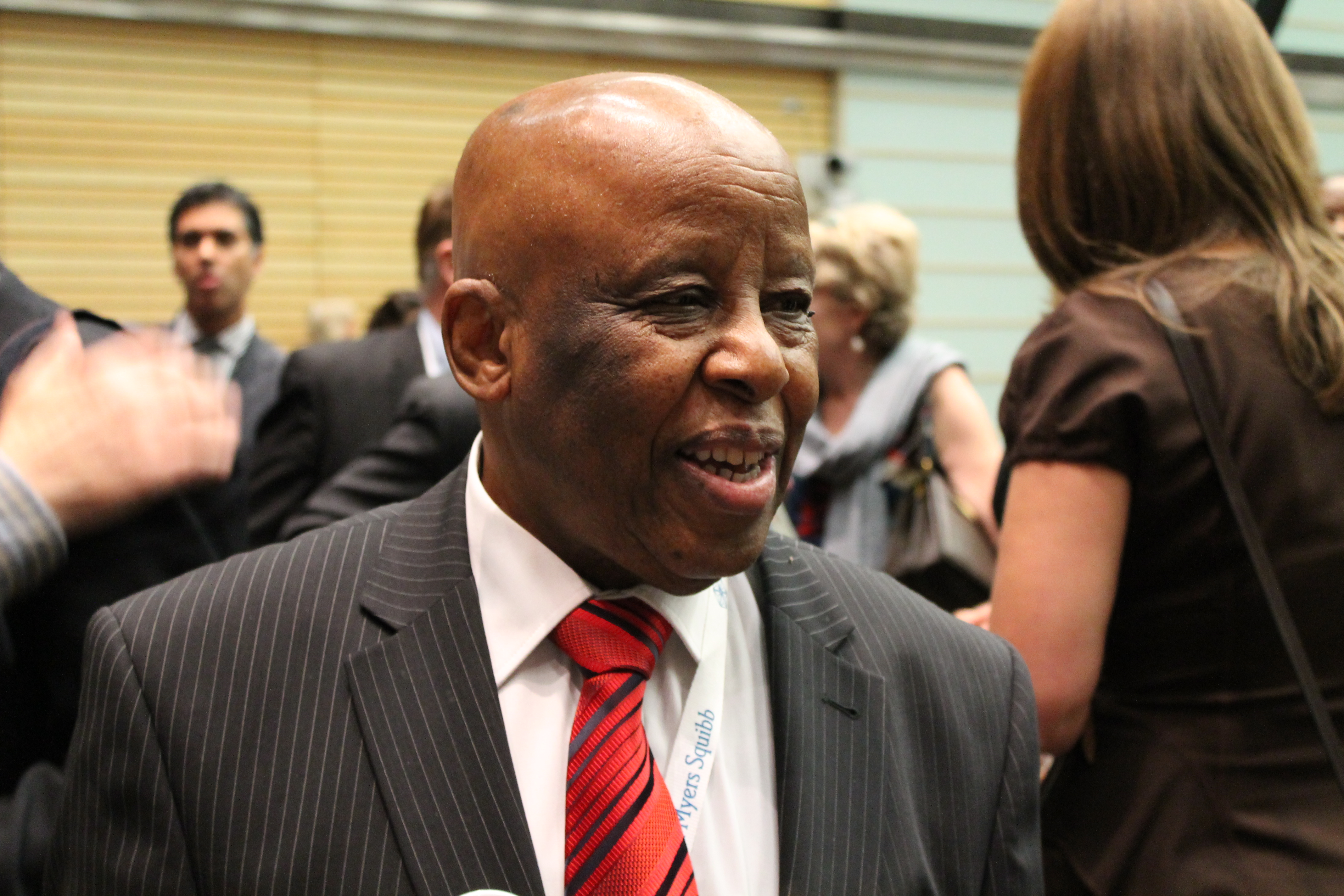
Festus Mogae (2012)

Festus Gontebanye Mogae (* 21. August 1939 in Serowe) war von 1998 bis 2008 Präsident von Botswana. Er ist Mitglied der Botswana Democratic Party (BDP).

## Leben
Mogae studierte Wirtschaft an der University of Sussex und später der University of Oxford und arbeitete nach Abschluss seines Studiums im Staatsdienst. Später war er für den Internationalen Währungsfonds tätig. Von 1980 bis 1982 war er Gouverneur der Bank of Botswana. 1989 wurde er Minister für Finanzen und Entwicklungsplanung. Ab 1992 bekleidete er das Amt des Vizepräsidenten. Am 1. April 1998 trat er die Nachfolge von Quett Masire als Staatspräsident an. Im Oktober 2004 wurde er wiedergewählt. Nach exakt zehn Jahren im Amt trat er am 31. März 2008 von seinen Ämtern zurück. Sein Nachfolger war der vormalige Vizepräsident Ian Khama.
2008 wurde Mogae für erfolgreiche Regierungsarbeit und für den Kampf gegen AIDS in Botswana mit dem mit 3,7 Millionen Euro dotierten Mo-Ibrahim-Preis ausgezeichnet. 2016 wurde er zum Mitglied der American Academy of Arts and Sciences gewählt. Er leitet die internationale Wahlbeobachter-Kommission bei den Wahlen in Nigeria 2019.